# Exocentrus parasubfasciatus
Exocentrus parasubfasciatus is een keversoort uit de familie van de boktorren (Cerambycidae). De wetenschappelijke naam van de soort werd voor het eerst geldig gepubliceerd in 1975 door Breuning & Teocchi.